# Petrogradsky (huyện)
Huyện Petrogradsky (tiếng Nga: Петроградский райо́н) là một huyện hành chính tự quản (raion), của Sankt-Peterburg, Nga. Huyện có diện tích 24 kilômét vuông, dân số thời điểm ngày 1 tháng 1 năm 2000 là 138200 người. Trung tâm của huyện đóng ở ?.